# 潘光 (1947年)

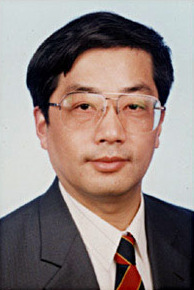
潘光教授

潘光（1947年7月7日—）是一位中国学者。

## 生平
1947年出生于上海，在海南省长大，后來入讀中国人民大学国际政治系，取得政治学学士學位。后來又取得华东师范大学历史学硕士和博士學位。目前他擔任上海国际问题研究中心主任、上海犹太研究中心主任、上海合作组织研究中心主任和中国中东学会副会长。他的研究兴趣包括国际关系和历史，其中包括犹太以色列研究、上海合作组织、国际危机和反恐怖主义研究。2005年联合国秘书长科菲·安南任命他为国际文明对话联盟高级委员会成员。

## 奖項
- 1993年：当年中国－犹太研究学术奖（由美国詹姆斯·弗兰德基金会頒發）
- 1996年：当年加拿大研究特别奖（由加拿大政府暨国际加拿大研究委员会頒發）
- 2004年：圣彼得堡300周年荣誉勋章（由俄罗斯总统普京頒授）
- 2006年：奥地利国外服务授予当年奥地利大屠杀纪念奖

## 主要著作
- 《犹太文明》
- 《犹太民族复兴之路》
- 《2003：美国对伊战争透视》
- 《重要国际问题探源》
- 《当代国际危机研究》
- 《犹太人在中国》（中、英、法、德文）
- 《犹太人在上海》（中、英文）
- 《走出封闭的怪圈》
- 《以色列、犹太学研究》
- 《阿拉伯非洲历史文选》
- 《犹太学和以色列研究在中国的发展》（英文）
- 《犹太人忆上海》
- 《一个半世纪以来的上海犹太人》
- 《犹太之旅》
- 《从丝绸之路到亚欧会议： 亚欧关系两千年》
- “后冷战时代全球民族主义新浪潮的若干特征”
- “在动荡中维护和平，在竞争中寻求发展”
- “中国人看反犹主义和锡安主义”（法文、德文、希伯来文）
- “中国和以色列：双边关系的回顾和展望”
- “中国在中东的成功”（英文）
- “新形势下的上海合作组织：挑战、机遇和发展前景”（英、俄文）
- “新安全观和中国的反恐战略”